# Sectie (groepentheorie)
In de groepentheorie, een deelgebied van de wiskunde, is een sectie van een groep G een groep die isomorf is met een  factorgroep van een deelgroep van G.